# Partido Comunista de Irlanda

Bandera del Partido Comunista de Irlanda.

El Partido Comunista de Irlanda (en inglés: Communist Party of Ireland, CPI; en gaélico irlandés: Páirtí Cumannach na hÉireann) es un partido político de Irlanda, de ideología comunista, fundado en 1933. Un partido anterior, el Partido Socialista de Irlanda se renombró como Partido Comunista de Irlanda en 1921 y se afilió a la Internacional Comunista, pero se disolvió en 1924. El actual CPI surgió a raíz de los Grupos de Trabajadores Revolucionarios (Revolutionary Workers' Groups). En 1941 la sección del partido correspondiente a la República de Irlanda suspendió sus actividades, mientras que la del norte continuó operando bajo el nombre de Partido Comunista de Irlanda del Norte. El partido se restableció en la República de Irlanda en 1948, con el nombre de Liga de los Trabajadores Irlandeses (Irish Workers' League), cambiado a Partido de los Trabajadores Irlandeses (Irish Workers' Party) en 1962. Finalmente, en 1970 las secciones del norte y del sur se unificaron en el actual Partido Comunista de Irlanda.

## Historia
En la primera mitad del siglo XX los comunistas irlandeses no consiguieron suficiente apoyo, en buena parte por la hostilidad comunista hacia la religión, en un momento donde la mayoría de población de Irlanda era católica practicante. Las acciones que se tomaron contra la Iglesia católica en la Guerra Civil Española profundizaron en esta visión, mostrándolos como un movimiento político autoritario y extranjero. En cuanto al conflicto en España, numerosos comunistas irlandeses acudieron al frente como voluntarios en las Brigadas Internacionales, sufriendo considerables pérdidas en acción hacia el bando franquista.
Históricamente, el Partido se ha encuadrado en el ala del comunismo inspirado en la Unión Soviética. A mediados de la década de 1980 el Departamento de Estado de los Estados Unidos estimó que el CPI contaba con un centenar de afiliados, aproximadamente. En esos años y durante la posterior década, el partido experimentó un crecimiento.
A finales de la década de 1960 algunos miembros del Partido de los Trabajadores de Irlanda (sobre todo Michael O'Riordan) participaron activamente en las protestas por los problemas de vivienda en Dublín (conocidas como Dublin Housing Action Committee). El IWP condenó la invasión soviética a Checoslovaquia, aunque O'Riordan estuvo en contra de este posicionamiento. En marzo de 1970, siguiendo la fusión entre el CPNI y el IWP, el nuevo Partido Comunista de Irlanda publicó el manifiesto Por la Unidad y el Socialismo, todo abogando por la elección de gobiernos de izquierda en las partes de la isla, y al final, la creación de una Irlanda Unida. Los comunistas también criticaron el Acuerdo Anglo-Irlandés, apuntando que "subraya la partición y da a Gran Bretaña una voz directa en los asuntos de la República".

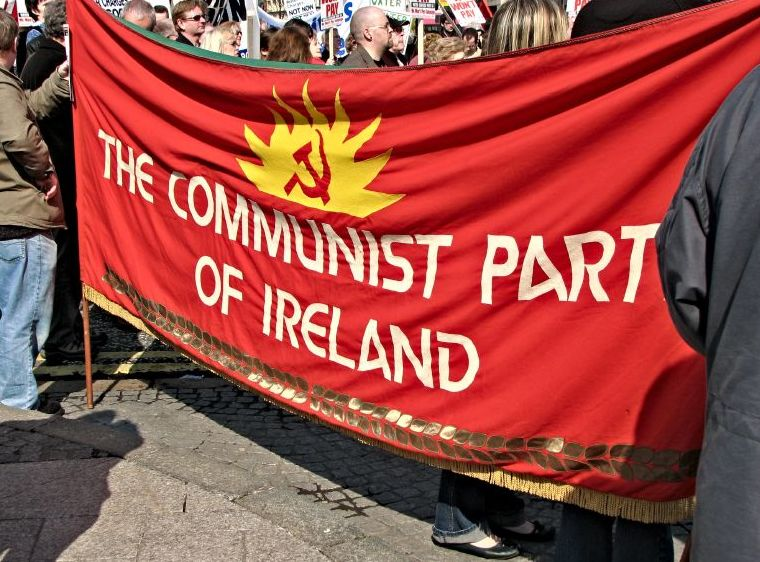
Pancarta del Partido Comunista de Irlanda en una manifestación.

En 1976 se escindió el grupúsculo eurocomunista Sociedad Marxista Irlandesa (Irish Marxist Society), el cual defendía el feminismo marxista. y se oponía a la Teoría de las Dos Naciones, la cual propugnaba que los protestantes del Úlster eran una nación diferenciada del resto de los irlandeses. Muchos miembros de la Sociedad Marxista acabaron militando en el Partido Laborista.
En la década de 1990, a raíz de la disolución de la Unión Soviética, el Partido comenzó a declinar y a perder miembros, a la vez que crecía el Partido de los Trabajadores de Irlanda (Workers' Party of Ireland).
Actualmente, el CPI mantiene posiciones críticas contra el sistema capitalista y defiende la construcción del socialismo. Se opone al neoliberalismo y a la pertenencia de Irlanda a la Unión Europea. A nivel internacional, mantiene buenas relaciones con otros partidos de izquierda y apoya a los gobiernos de Cuba y de Venezuela.

## El partido
El secretario general del Partido Comunista de Irlanda es Eugene McCartan. La sección de Belfast publica un semanario, Unity, mientras que en el caso de Dublín es uno mensual, Socialist Voice. También hay otras secciones en Cork, Galway y el Úlster. También gestionan una librería en Dublín, Connolly Books, que tiene el apoyo de la organización Connolly Youth Movement (CYM); tanto la asociación como la librería reciben el nombre en recuerdo del socialista irlandés James Connolly.
A pesar de ser una formación registrada, el CPI no suele tener candidatos a las elecciones, y nunca ha tenido éxito electoral. No obstante, cuenta con una influencia destacable en los movimientos sindicales.
Los comunistas irlandeses suelen tomar parte en campañas como la del "no" al referéndum del Tratado de Lisboa o por una consulta popular sobre el plan de rescate a la banca. También dan apoyo al movimiento antibelicista, dentro de la Alianza de la Paz y la Neutralidad.

## Secretarios generales
- 1970–1983: Michael O'Riordan
- 1983–2002: James Stewart
- Desde 2002: Eugene McCartan